# Сајнфелд
Сајнфелд (енгл. Seinfeld) је амерички ситком, који су за Ен-Би-Си, креирали Лари Дејвид и Џери Сајнфелд. Серија у којој Сајнфелд глуми фиктивну верзију себе, углавном се бави његовим животом и односима са пријатељима и познаницима, од којих се највише истичу најбољи пријатељ Џорџ Костанца (Џејсон Александер), пријатељица и бивша девојка Елејн Бенес (Џулија Луј Драјфус) и комшија прекопута Козмо Крејмер (Мајкл Ричардс).
Серија је приказивана од 1989. до 1998. године и укупно је, током 9 сезона, снимљено 180 епизода. Сајнфелд је током свог приказивања освојио многе награде, од којих се највише издвајају Еми за најбољу хумористичну серију 1993. године, Златни глобус 1994. године, као и Награда Удружења глумаца за најбољу глумачку поставу у хумористичкој серији 1995, 1997. и 1998. године.
Сајнфелд се сматра једним од најбољих и најутицајнијих ситкома свих времена. Удружење сценариста Америке сврстало је Сајнфелд на друго место листе најбоље написаних телевизијских серија свих времена (одмах иза Породице Сопрано).